# Зелени светещи кълба
Зелените светещи кълба са феномен наблюдаван между 1948 и 1951 година. Хората от югозападните щати на САЩ наблюдавали странни зелени кълба, които светели със собствен блясък, като тези странни кълба се движели в ниските слоеве на атмосферата.

## Наблюдения
- 5 декември 1948 – пилот забелязва две светещи кълба да летят пред него, като след 22 минути той отново станал свидетел на същия феномен и бил сигурен че не е нищо земно. Той наблюдавал странните кълба около 4 до 6 секунди.

- 6 декември 1948 – две зелени кълба са наблюдавани над атомната инсталация "Сандиа Бейс, част от базата Къртланд на BBC.

- 8 декември 1948 – пилоти на Т-7, които били от службата AFOSI към BBC видели странен обект, който бил зелен на цвят. те го описали така:

| „ | На височина 610 м над самолета... обекта имаше вид на горяща зелена сигнална ракета, като използваните в BBS. Обаче светлината бе много по-голяма и не приличаше на нормална сигнална ракета. Не може да се прави никаква оценка на обекта поради разстоянието и факта че се вижда само ярка светлина... треакториата му беше успоредна на земята... Наблюдавахме го 2 – 4 секунди и изчезна без следа, като че изгоря. после изведнъж се виждаха светещи в оранжево-червеникаво отломки падащи към земята. После изневиделица то пак се появи по ярко от преди и се раздвои. | “ |

- 12 декември 1948 – наблюдаван голям брой зелени кълба. Това продължило 7 секунди.

- юли 1957 – последно наблюдение на странните зелени кълба на футболен мач. След това по рядко вече са наблюдавани.

- 2007 – наблюдаван зелен обект над Монтана.

## Теории
Някой уфолози предполагат че това е вид НЛО от извънземен характер. Астрономите смятат че това са отблясаци няма нищо странно, но те не могат да обяснят, защо в периода 1948 – 1951 има бум на наблюденията. Други са на мнение че са метеори но виждани така поради своя състав и осветяването от града.